# Georg Kolbe
Pour les articles homonymes, voir Kolbe.
 (novembre 2013).
Georg Kolbe, né le 15 avril 1877 à Waldheim (Saxe) et mort le 20 novembre 1947 à Berlin, est un sculpteur allemand, de style figuratif. Il appartient à l'école de sculpture de Berlin. 
Georg Kolbe est le quatrième des six enfants de Theodor Emil Kolbe et de Caroline Ernestine, née Krapp. Son grand-père, Gottfried Kolbe, était horloger et musicien. Le frère de Georg Kolbe, Rudolf, est né en 1873, et fut un célèbre architecte et artisan à Leipzig.

## Formation
Georg Kolbe reçoit une formation de peintre à l'école d'art de Dresde et à l'Académie de Munich. En 1897, il se rend à Paris pour un semestre d'étude à l'Académie Julian.
De 1898 à 1901 il vit à Rome, où il étudie sous la direction de Louis Tuaillon.
En parallèle, il se lance en 1900, dans des expériences sculpturales notamment à Bayreuth.
En 1901, il rencontre dans le cercle de famille de Richard Wagner une étudiante néerlandaise, Benjamine van der Meer de Walcheren. Ils se marient le 13 février 1902 à Uccle (Bruxelles). Le jeune couple s'installe à Leipzig, où le 19 novembre 1902, ils ont une fille baptisée Leonora.

## Début de carrière
En 1904, Georg Kolbe s'installe à Berlin et devient en 1905 membre de la Berliner Secession, mouvement artistique où il fait connaissance du marchand d'art Paul Cassirer. La même année, il devient l'un des premiers lauréats du Prix de la Villa Romana à Florence.
En 1909, il participe, avec d'autres artistes allemands, au Salon d'automne de Paris. Il en profite pour rendre visite à Rodin dans sa propriété de Meudon.
En 1911, il devint président de la Berliner Secession.
Pendant la Première Guerre mondiale, il est mobilisé comme conducteur de véhicule militaire. Il est envoyé en 1917 à Constantinople avec son ami Richard von Kühlmann, ambassadeur allemand en poste en Turquie, alors alliée de l'Empire allemand. Il érige, dans le quartier huppé de Tarabya, un monument aux morts au cimetière local.

## Sous la République de Weimar
En 1919, à son retour à Berlin, il devient membre de l'Académie des arts de Berlin et il est renommé à peine revenu président de la Berliner Secession, jusqu'en 1921. Cette année-là, il organise avec Paul Cassirer, une exposition sur l'expressionnisme à la Galerie Cassirer.
En 1927, il est fait docteur Honoris Causa de l'Université de Marbourg. 
Sa femme, Benjamine, meurt le 7 février 1927, dans des circonstances tragiques. À la suite de ce coup terrible, il réalise la statue de la "Solitude" (Statue Der Einsame). Il réalise ensuite des statues à la mémoire de personnalités telles que Beethoven ou Nietzsche.
En 1932, il se rend à Moscou et publie à son retour en janvier 1933 ses impressions positives sur son séjour en URSS dans une revue de Gauche, opposée au national-socialisme. Kolbe devient la cible de critiques du nouveau régime, en tant que représentant de l'art de la République de Weimar. On lui reproche en effet d'avoir réalisé la statue de Friedrich Ebert, premier président de la République de Weimar. Face à la répression du régime nazi, des artistes, tels que Barlach, Heckel ou Mies van der Rohe résistent à ce nouveau régime à travers le Deutscher Künstlerbund (La Ligue des artistes allemands). Le régime du Troisième Reich taxe ce mouvement d'artistes d'« art dégénéré ».

## Sous le régime national-socialiste
L'association est interdite en 1936. Il reçoit le Prix Goethe en 1936 et la Médaille Goethe pour l'art et la science en 1942. 
Entre-temps, son état de santé se dégrade, on lui découvre un cancer de la vessie en 1939. C'est le professeur Ferdinand Sauerbruch qui est chargé de l'opération chirurgicale. La même année, Kolbe sculpte un buste du caudillo, le général Franco, qu'il offre à l'Espagne franquiste, le jour de l'anniversaire d'Hitler.
En 1944, Georg Kolbe est inscrit par Hitler sur la Gottbegnadeten-Liste, liste établie par le Ministère du Reich à l'Éducation du peuple et à la Propagande. Kolbe est de retour à Berlin en 1945, où il découvre son atelier d'artiste détruit par les combats et les bombardements. 
Devenu aveugle et avec un cancer qui prend de l'ampleur, Georg Kolbe meurt le 20 novembre 1947.

## Galerie

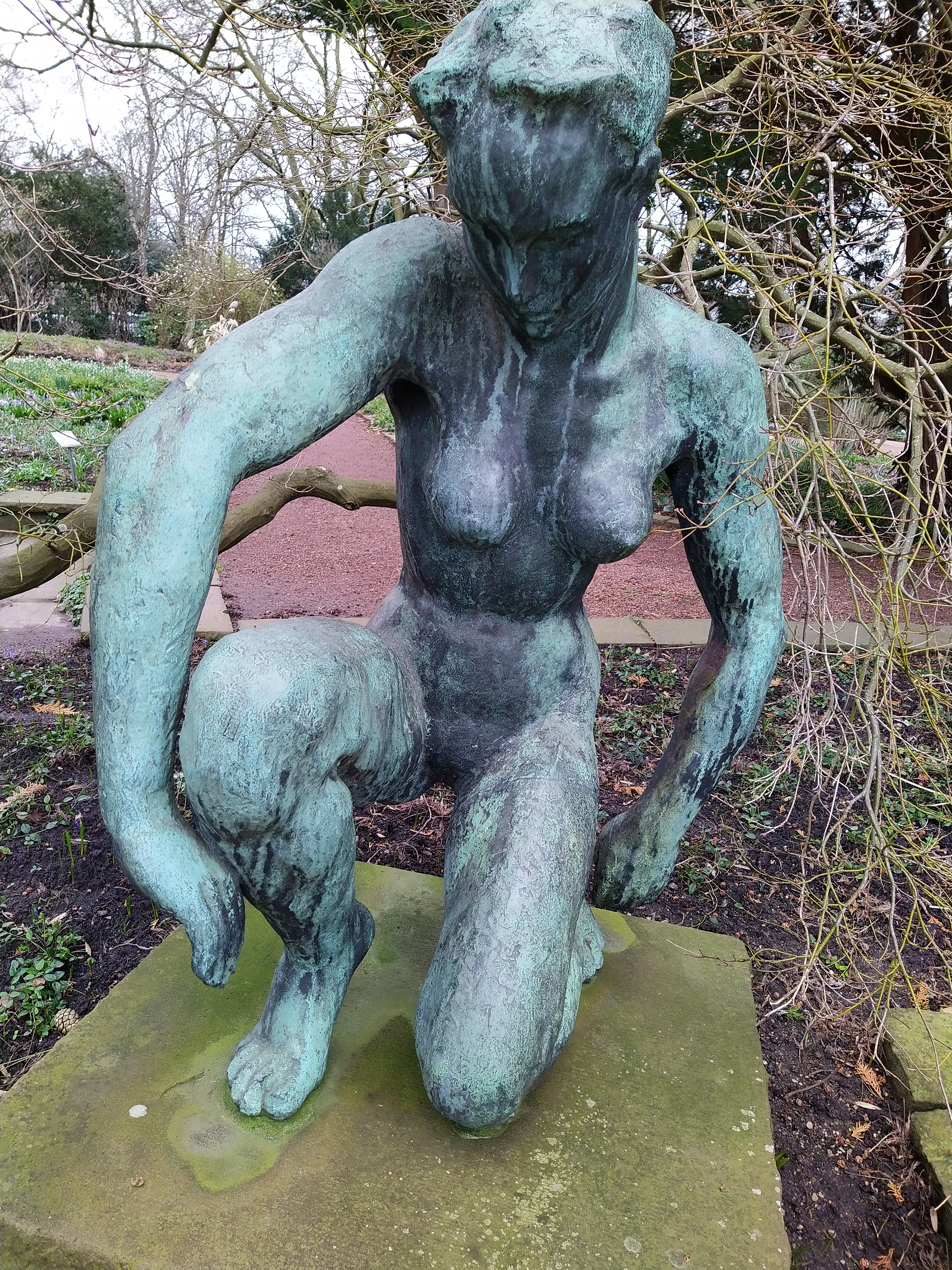
Agenouillée, Hanovre Stadtpark
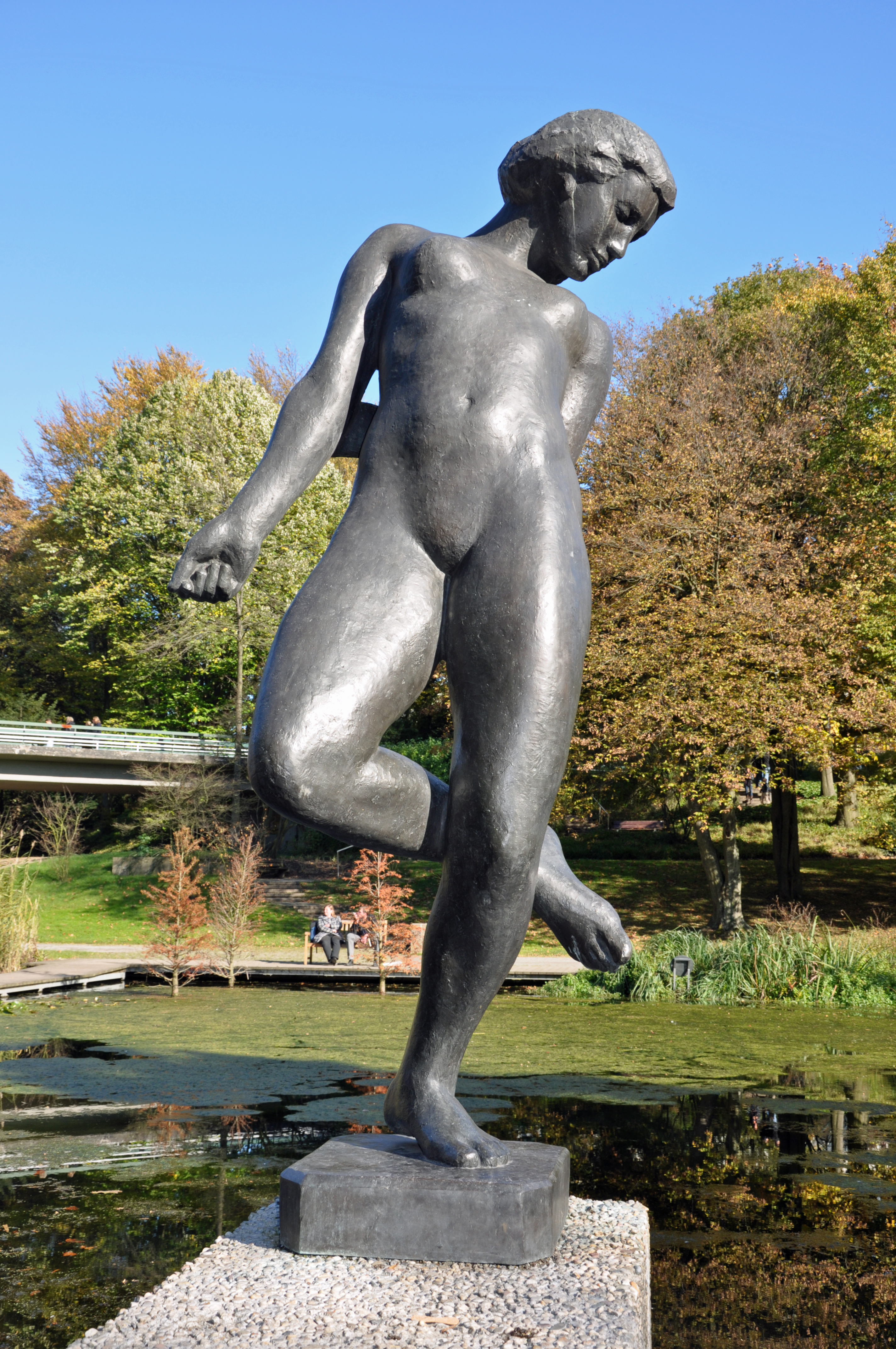
La grande baigneuse 1914, Grugapark à Essen
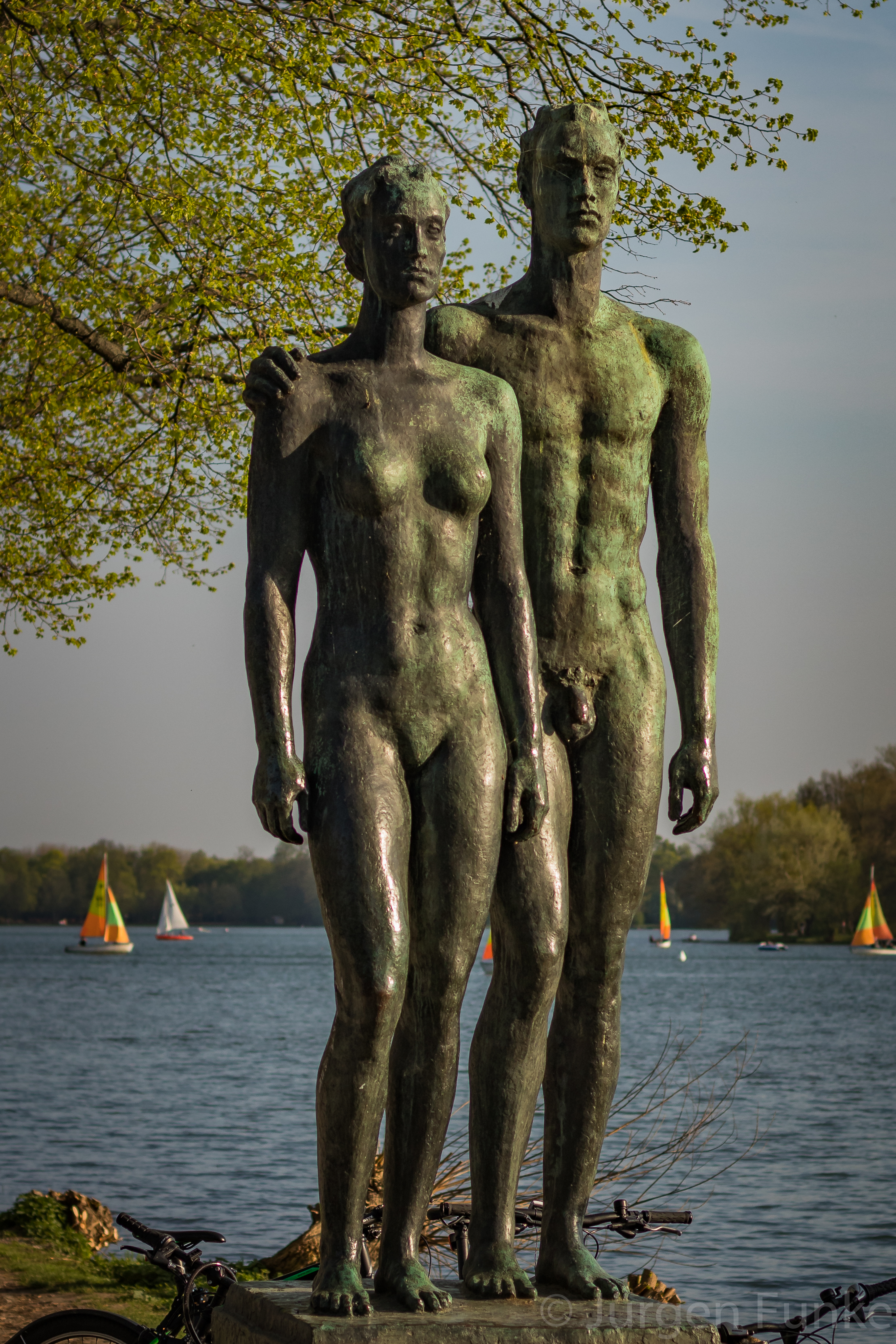
Couple, Lac de Maschzee, Hanovre
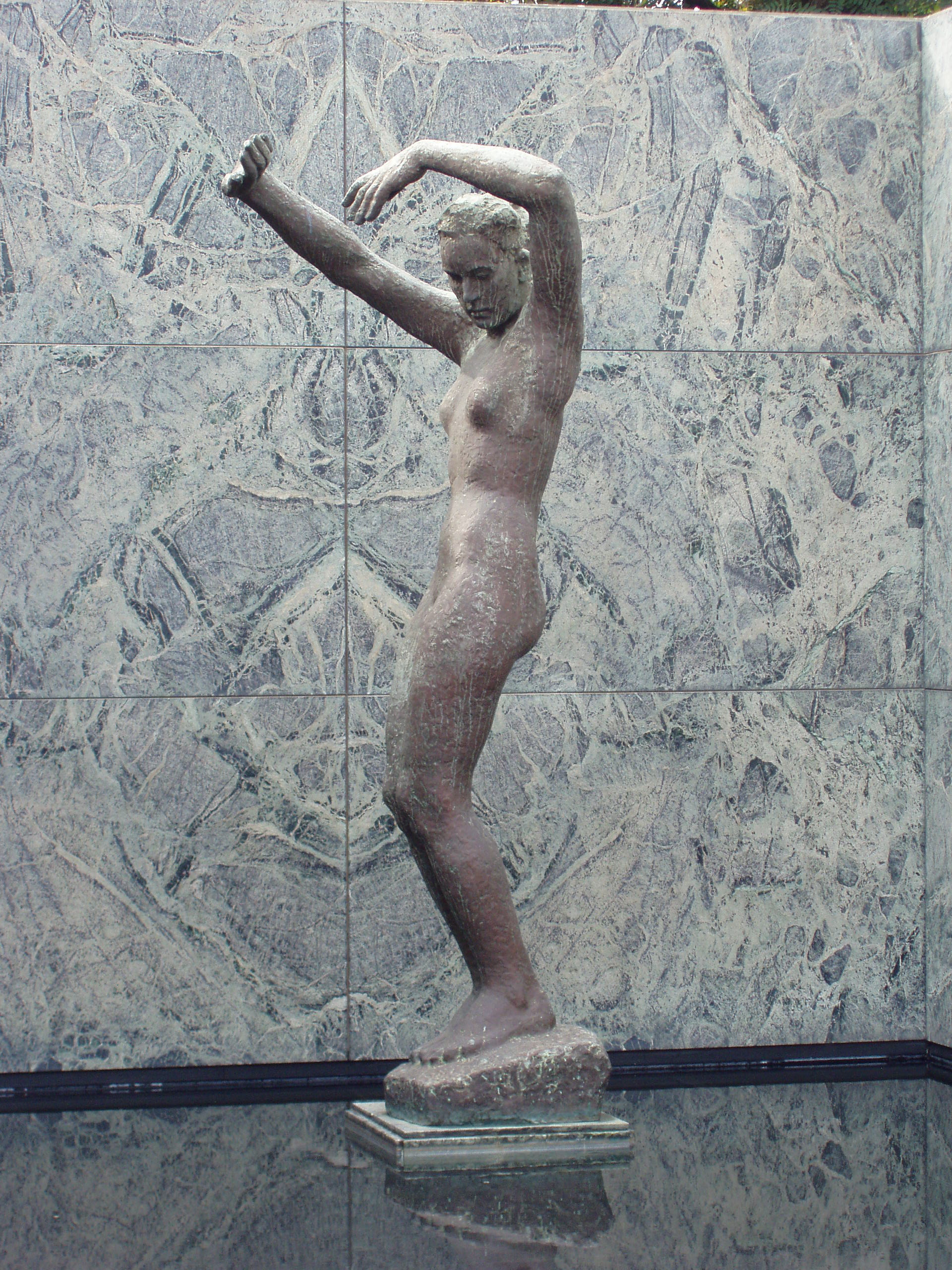
"Der Morgen" au Pavillon de l'Allemagne Mies van der Rohe à l'exposition universelle de Barcelone en 1929 (reconstitution)
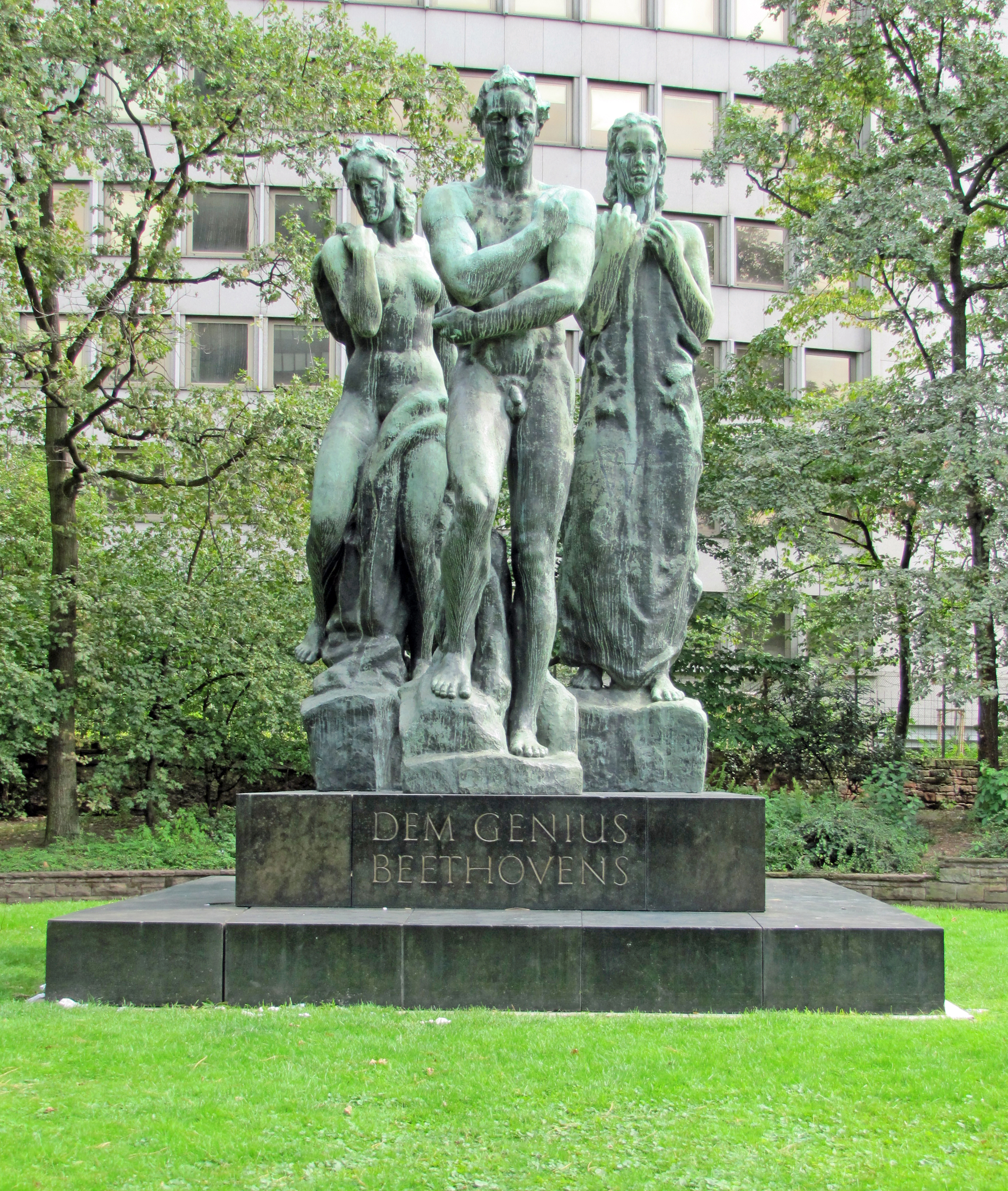
Monument au génie de Beethoven, Francfort
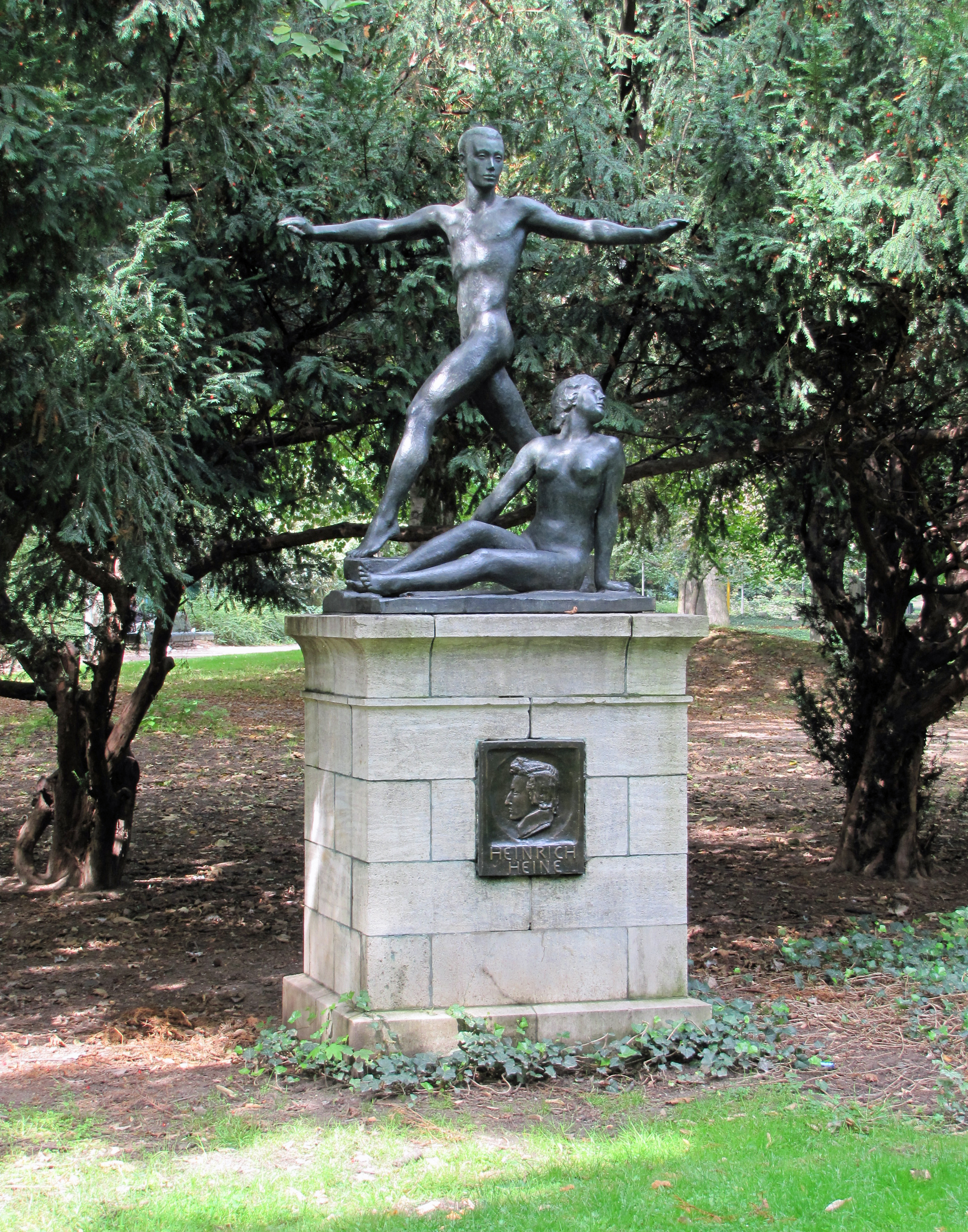
Monument au génie de Heine, Francfort